# 군위금성로
군위금성로(Gunwigeumseong-ro)는 대한민국의 대구광역시 군위군 군위읍에서 시작하여, 경상북도 의성군 금성면까지를 연결하는 도로이다.

## 노선 경로
| 이름         | 접속 노선              | 소재지     | 소재지 | 소재지 | 비고 |
| ------------ | ---------------------- | ---------- | ------ | ------ | ---- |
| 동부사거리   | 군청로                 | 대구광역시 | 군위군 | 군위읍 |      |
| 광현교       |                        | 대구광역시 | 군위군 | 군위읍 |      |
| 청로교사거리 | 국도 제28호선 (동부로) | 경상북도   | 의성군 | 금성면 |      |

## 관할 구역
- 경상북도
  - 의성군
- 대구광역시
  - 군위군